# Erik Danneskiold-Samsøe
Hans Excellence (H.E.) Carl Christian Erik Leopold greve Danneskiold-Samsøe (født 18. maj 1945) er en dansk greve og tidligere overdirektør for Gisselfeld i tiden 1975-2002. Han blev afsat fra direktørposten efter årelange stridigheder, der stadig pågår i retssystemet.
Erik Danneskiold-Samsøe er søn af journalist Hans Christian Erik Viggo greve Danneskiold-Samsøe og Héléne Caroli f. Künzli. 
Da loven om erhvervsdrivende fonde blev gennemført 1983 blev der pålagt en fondsbestyrelse, som grev Erik og Gisselfelds fundats kom i strid med. I 1998 blev han afsat af bestyrelsen, men Erik Danneskiold-Samsøe anlagde da sag mod Civilstyrelsen og bestyrelsen ved sin advokat Christian Harlang. Østre Landsrets dom den 8. januar 2002 stadfæstede afsættelsen, og bestyrelsen indsatte Christian Danneskiold Lassen, søn af Elisabeth Lassen.
Greven ankede dommen af 2002 til Højesteret, men i 2007 droppede han pludselig sagen og anlagde i stedet en ny retssag ved Østre Landsret, bl.a. med påstand om, at Justitsministeriet i 1987 burde have givet dispensation, således at Gisselfeld kunne køre videre uden en bestyrelse. Landsrettens dom 26. juni 2009 var atter et nederlag for Harlang og hans klient. Samtidig kørte der også en voldgiftssag mellem parterne, som 16. februar 2009 også blev et nederlag for grev Erik. Retten udtalte bl.a., at greven "havde demonstreret en totalt manglende vilje og evne til at indordne sig under og samarbejde med klosterets bestyrelse", og at han ved sin adfærd havde "vægtet hensynet til egne interesser langt tungere end hensynet til klosterets forsvarlige virksomhed". Voldgiftsretten mente, at Erik Danneskiold-Samsøe var "åbenbart uegnet til at varetage stillingen som overdirektør". I maj 2009 anlagde greven en ny retssag ved Retten i Næstved. Den 31. marts 2010 blev greven sat ud af sin bolig på slottet efter fogedrettens afgørelse. Han skylder staten 1,3 mio. kr. i sagsomkostninger, men har meddelt, at han ikke kan betale beløbet.
Både grevens datter, komtesse Erica, og grevens storesøster, Christina, har takket nej til stillingen som overdirektør. I stedet overtog hans niece Helene Danneskiold-Samsøe hvervet. Erik Danneskiold-Samsøe har i den forbindelse udtalt: "Det er underligt, at én i vores familie ikke støtter denne sag, for det er jo et familietestamente. Hun er ikke engang komtesse!"
Erik Danneskiold-Samsøe har også bebudet en ny retssag med påstand om, at godset skal overgå til ham selv som privat ejendom. Han henviser til Christian Gyldenløves testamente skrevet i Dresden i 1701, hvor der står, at hvis nogen fremmed blander sig i klosterets anliggender eller "det skulle ordnes efter Hoffets faveur", dvs. i dag staten, da skal Gisselfeld ophøre at være en stiftelse og i stedet tilfalde "den mig nærmeste" som vedkommendes private ejendom. Den nærmest beslægtede med Christian Gyldenløve er imidlertid ikke Erik Danneskiold-Samsøe, men kammerherreinde Elisabeth Lassen, der repræsenterer slægtens ældste gren, men som ikke kan blive overdirektør ifølge den oprindelige fundats.
Bestyrelsen tilbød i 2002 Erik Danneskiold-Samsøe et forlig, der omfattede betalt bolig på livstid, et stort kontant engangsvederlag og en livsvarig pension på niveau med en højesteretsdommers, men greven afviste tilbuddet, da han ikke ville gå imod de oprindelige bestemmelser i den historiske fundats. I stedet har voldgiftsretten tilkendt ham en pension, der er mindre end halvdelen af den tilbudte sum. Han har heller ikke fået vederlag eller penge til bolig.

## Ægteskab
Tidligere gift med Cath Alexandrine Danneskiold-Samsøe.